# Stazione di Napoli Afragola
La stazione ferroviaria di Napoli Afragola è posta sulla linea Roma-Napoli ad alta velocità, collocata nel centro geografico del territorio comunale di Afragola, nell'immediato margine nord-orientale del relativo abitato e a circa un chilometro dal centro storico. Copre un ampio bacino di utenza regionale, dalla parte settentrionale della città metropolitana di Napoli (da Giugliano in Campania a Nola, con quasi due milioni di abitanti; rientrano di fatto nel bacino di utenza anche i quartieri più esterni della VII e dell'VIII municipalità del comune di Napoli), alla provincia di Caserta, al Sannio e all'Irpinia.
L'impianto è stato giudicato dalla BBC e dalla CNN tra le migliori costruzioni nel mondo del 2017. Italo la considera la più bella stazione d'Italia e l'ADAC, omologo tedesco dell'Automobile Club d'Italia, uno degli 11 impianti ferroviari più belli del globo per interesse artistico e architettonico.

## Storia
Il progetto della stazione, dell'architetta Zaha Hadid, è stato presentato ufficialmente il 4 novembre 2003.
I lavori in un primo momento furono bloccati nel 2003, subito dopo gli scavi, a causa di un ritrovamento archeologico di notevole entità (un villaggio miceneo, primo e unico del suo genere in una località dell'entroterra). Quindi furono affidati a un'impresa che rinunciò all'appalto, e quindi ancora a un'altra impresa, oggiin concordato preventivo, che però vi rinunciò nel 2008 per esaurimento dei fondi propri, ancora in contenzioso con RFI.
All'inizio del 2014 fu pubblicato un bando che prevedeva il termine dei lavori entro 18 mesi dall'aggiudicazione dell'appalto. L'assegnazione provvisoria avvenne nel novembre dello stesso anno e i lavori di costruzione ripresero a febbraio 2015.
La stazione è stata inaugurata il 6 giugno 2017, mentre il servizio regolare per i viaggiatori è iniziato col cambio d'orario estivo dall'11 giugno 2017. In occasione dell'inaugurazione, il sindaco Tuccillo annunciò l'intitolazione del piazzale della stazione alla memoria dell'architetta Zaha Hadid.

### Sviluppi futuri
Entro il 2025 dovrà essere completata la ricostruzione in variante della tratta Napoli-Cancello della ferrovia Roma-Cassino-Napoli, affinché la stazione possa essere raggiunta dai treni del trasporto pubblico locale. Questa tratta sarà comune sia alla ferrovia per Roma via Cassino, sia alla nuova linea AV Napoli-Bari. La tratta storica con i passaggi a livello sarà soppressa e con essa le stazioni di Casalnuovo e Acerra, al posto delle quali ne verrà costruita una unica in altro sito con interscambio con la Circumvesuviana. Sono previste, infine, una nuova fermata in località Marziasepe, all'interno del centro commerciale ivi esistente, e una in località Murillo Fatigati. I binari saranno otto, a regime, due dei quali a scartamento ridotto, destinati al servizio suburbano delle linee vesuviane EAV.
La stazione sarà inoltre capolinea della futura Linea 10 della metropolitana di Napoli. Il progetto, secondo lo studio di fattibilità approvato nel 2020, prevede 13 stazioni attraverso cui Napoli Afragola sarà collegata con i comuni di Afragola, Casoria, Casavatore, Arzano e direttamente con Napoli attraverso cinque stazioni (l'interscambio di Di Vittorio, Leonardo Bianchi, Ottocalli, Carlo III e il capolinea a piazza Principe Umberto in interscambio con la stazione di Napoli Centrale). Il progetto prevede l'utilizzo di una metropolitana leggera automatica (fermate funzionali, banchine corte da 60 metri) con un tracciato lungo 13 km. Il 1º dicembre 2022 è stato dato il via libera al progetto, finanziato per circa 800 milioni degli 1,2 miliardi previsti.
Il 21 aprile 2021 è stato approvato il progetto definitivo di una nuova linea ferroviaria per collegare Afragola AV con la stazione di Casoria Arpino-Volla sulla Napoli-Nola-Baiano gestita dalla EAV.

## Descrizione

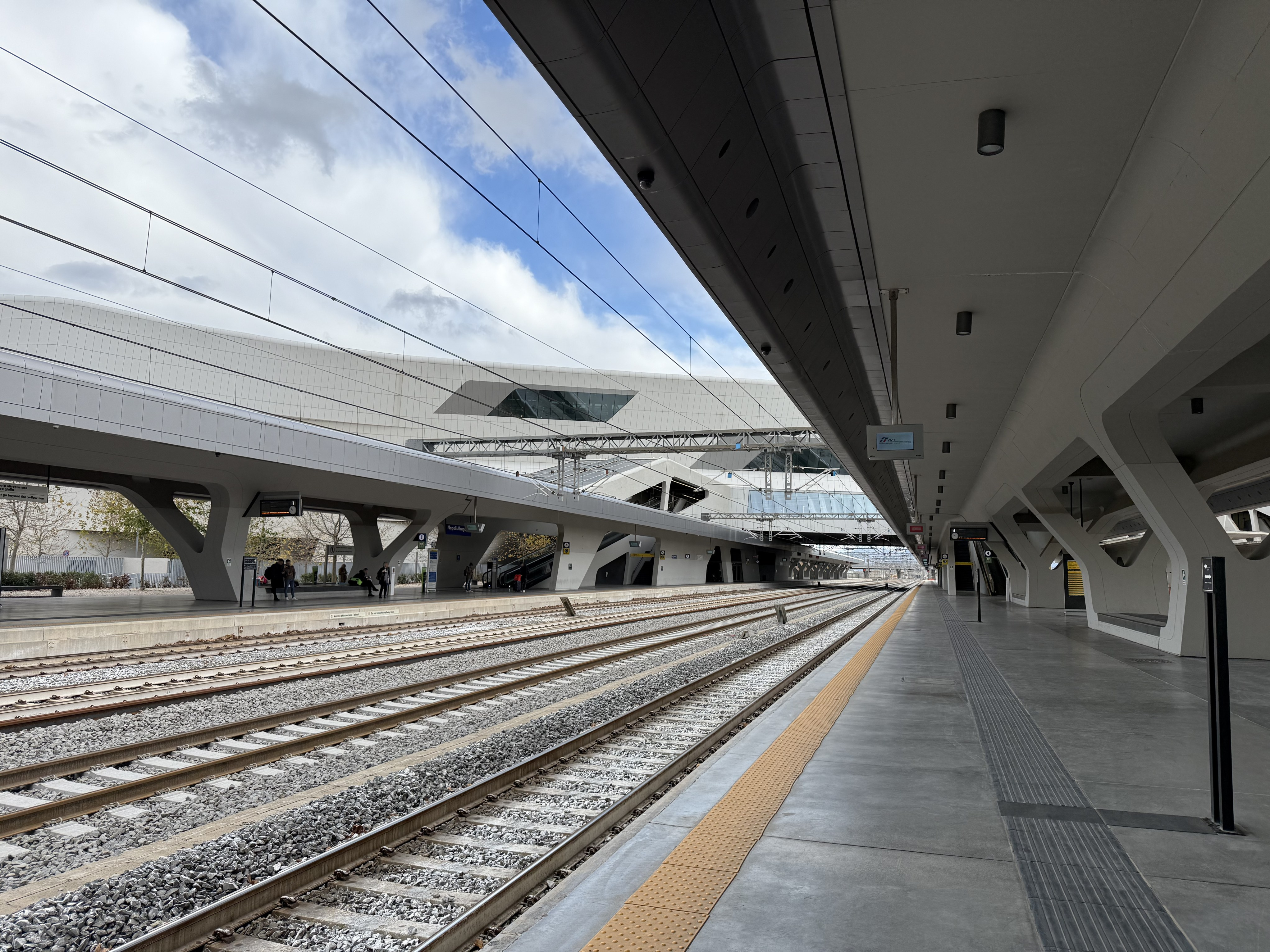
Il piano banchine

La stazione di Napoli Afragola è come un ponte sopra i binari. L'idea del ponte nasce dalla considerazione di allargare la passerella, necessaria per collegare le varie banchine, fino a trasformarla nella principale galleria passeggeri della stazione, cuore pulsante della nuova area destinata a essere riqualificata e valorizzata. Il ponte assicura altresì la connessione del territorio evitando che la ferrovia diventi un elemento di discontinuità e lega le due fasce del parco che si estendono sui lati dei binari creando un effetto di continuità tra l'area delimitata dall'anello viario e il paesaggio circostante.
Gli accessi alla stazione, sistemati sulle estremità est e ovest del ponte, permettono di raccogliere e incanalare i flussi della clientela attraverso le aree commerciali verso il nodo centrale della sala passeggeri, dove sono sistemate la biglietteria e le sale d'aspetto. La sala principale è stata progettata per essere come un grande atrio luminoso che facilita la visuale verso le piattaforme dei binari in basso e il centro commerciale della stazione in alto. La stazione è stata progettata anche con un occhio rivolto all'ambiente; infatti sulla galleria è prevista una vetrata di oltre 5 000 m² con shader al fine di permettere una diffusione controllata della luce solare diretta. Nell'area in cui sorge la stazione, oltre alla galleria commerciale, si prevede la realizzazione anche di un parco naturalistico tecnologico, di attrezzature per lo sport e di un grande centro espositivo.

## Movimento
La stazione è servita da treni alta velocità Frecciarossa, Frecciargento e Italo.

## Servizi
Nella stazione sono presenti una sala d'attesa "LeFrecce", dedicata ai viaggiatori Trenitalia, una biglietteria Trenitalia e numerose emettitrici self service sia della società medesima che di Italo. Quest'ultimo ha anche una biglietteria mobile. Sono presenti diversi bagni, tra cui uno per disabili dotato di doccia, un posto di polizia ferroviaria, una sala d'attesa libera, un bar, una sala convegni e uno spazio espositivo in cui vengono spesso organizzate mostre d'arte, fotografia e architettura.
La stazione dispone di:
- Bar
- Ristorante
- Biglietteria a sportello
- Biglietteria automatica
- Posto di Polizia Ferroviaria
- Sala d'attesa
- Servizi igienici

## Interscambi
In attesa che vengano completate la variante Cancello e l'interconnessione con la Napoli-Baiano della Circumvesuviana, la stazione è servita solo dal TPL su gomma, con 7 linee bus di cui 1 esercita dall'AIR, 3 dalla CTP (linee AV2, AV4, AV5) e 3 dall'EAV. La frequenza è ogni 15-20 minuti con prime corse alle 4 del mattino e ultime all'una della notte.
Dal 14 giugno 2018 sono operativi anche i collegamenti Italobus da e per Caserta e Benevento. Dal 16 ottobre 2018 sono operative due nuove linee interurbane esercite da Autoservizi Castiello, che collegano la stazione con quella di Aversa e quella di Casoria-Afragola nonché con l'aerostazione di Capodichino e la stazione marittima di Napoli. Dal 2019 sono operativi i collegamenti FrecciaLink di Trenitalia da e per Caserta.
I collegamenti del TPL su gomma sono con 5 stazioni ferroviarie minori (Aversa, Casoria-Afragola, Avellino, Benevento, Caserta), diverse stazioni della Circumvesuviana, un porto, un aeroporto e oltre 20 centri abitati.
Tutti i collegamenti summenzionati sono soggetti all'integrazione tariffaria del Consorzio UnicoCampania.
La stazione dispone di:
- Stazione taxi
- Fermata e capolinea autobus
- Parcheggio d'interscambio